# Fargo (1996)
Fargo is een Amerikaanse misdaadfilm uit 1996 onder regie van de broers Joel en Ethan Coen. Hoofdrollen werden vertolkt door Frances McDormand, William H. Macy, Steve Buscemi, Peter Stormare, en Harve Presnell.
De film kreeg zeven Oscarnominaties, waarvan er twee werden verzilverd: Beste Originele Scenario voor de Coens en Beste Actrice voor McDormand. Joel Coen won ook de  Prix de la mise en scène voor Beste Regisseur tijdens het Filmfestival van Cannes.

## Verhaal
In 1987 heeft autoverkoper Jerry Lundegaard (William H. Macy) een plan om uit zijn financiële problemen te komen. Ex-gedetineerde Shep Proudfoot die in de garage van het autobedrijf werkt, koppelt hem aan Carl Showalter (Steve Buscemi) en zijn partner Gaear Grimsrud (Peter Stormare). In een bar in de stad Fargo, North Dakota bespreken ze het plan om Jerry's vrouw te ontvoeren. Er moet 80.000 dollar losgeld betaald worden om Jean terug te krijgen, waarvan de helft naar Jerry gaat. Ook krijgen de ontvoerders een Oldsmobile Ciera van het autobedrijf. Jerry is van plan zijn schoonvader, Wade Gustafson, het geldbedrag te laten betalen. Hij vertelt de ontvoerders niet dat hij eigenlijk een miljoen dollar losgeld vraagt, om zijn schulden af te kunnen lossen.
Nadat de deal met de ontvoerders is gemaakt, probeert Jerry ook nog eens een investering van 700.000 dollar van zijn schoonvader (die eigenaar is van het autobedrijf) te krijgen voor een 16 hectare groot parkeerterrein bij het autobedrijf. Wanneer Wade interesse blijkt te hebben, probeert Jerry via Shep contact op te nemen met de ontvoerders om de deal af te blazen. Shep heeft echter geen direct contact met het duo.
Als Jerry later verder discussieert met Wade en diens accountant en business partner Stan, blijken ze klaar te zijn om een deal te maken, maar ze willen Jerry een vindersloon geven, in plaats van een investering van 700.000 dollar. "We zijn geen bank" stellen ze.
Later, als er niemand anders dan Jean thuis is, breken Grimsrud en Showalter in en ontvoeren haar. Als Jerry terug is van zijn werk, belt hij Wade en vertelt hem over de geacteerde situatie. Hij vertelt ook dat de ontvoerders erop stonden dat er geen contact werd gelegd met de politie, want anders zullen ze Jean vermoorden. Na lang aandringen van Stan en Jerry gaat Wade akkoord.
Later die avond neemt de ontvoering een dramatische wending. Een agent haalt de twee ontvoerders nabij de plaats Brainerd, Minnesota van de weg, omdat ze nog tijdelijke kentekens van de dealer op de auto hebben zitten. Showalter probeert de agent om te kopen, maar die accepteert dat niet. Daarop pakt Grimsrud een pistool uit het dashboardkastje en schiet de agent door het hoofd. Er rijdt een auto voorbij en de inzittenden zien Showalter de agent opruimen. Grimsrud achtervolgt de auto en vermoordt de inzittenden.
De volgende ochtend onderzoekt de lokale, zeven maanden zwangere politieagente Marge Gunderson (Frances McDormand) het drama. Ze vindt snel uit hoe het drama zich heeft afgespeeld, en onderzoekt de kentekenplaten van de dealer. Ook ondervraagt ze de twee prostituees met wie Grimsrud en Showalter seks hebben gehad de avond ervoor. Ze ontdekt dat de ontvoerders contact hebben met iemand van het autobedrijf (Shep), nadat ze de telefoongegevens van de truckstop onderzoekt waar de ontvoerders de prostituees opdeden. Marge besluit naar Minneapolis, Minnesota te gaan voor onderzoek. Ze gaat lunchen met een oude schoolvriend Mike Yanagita, die haar vertelt dat hij weduwnaar is en probeert haar -zeer ongepast- te verleiden voor hij in tranen uitbarst.
Marge ondervraagt Jerry en Shep, die beiden ontkennen iets van de zaak af te weten. Ze vraagt Jerry of hij geen Ciera mist. Shep gaat achter Showalter (die in de stad is om het geld van Jerry op te halen) aan. Shep vindt hem in een hotel terwijl hij seks heeft met een prostituee, en slaat hem in elkaar omdat Shep in moeilijkheden komt met de reclassering. De vernederde en boze Showalter commandeert Jerry het geld af te leveren op een parkeergarage. Wade besluit echter zijn eigen geld af te leveren, omdat hij zijn schoonzoon niet vertrouwt. Bij de drop-off weigert Wade het geld te geven voordat hij zijn dochter ziet. Showalter schiet Wade neer, en wil de koffer met geld oppakken. Wade, die bloedend op de grond ligt, schiet Showalter in zijn gezicht. Showalter maakt daarna een einde aan het leven van Wade. Als hij de parkeergarage wil verlaten, schiet Showalter ook de poortbediende neer als die weigert de slagboom te openen.
Ondertussen heeft Jerry problemen met een medewerker van GMAC (de financiële tak van General Motors). De medewerker vermoedt een frauduleuze leningsaanvraag. Hij kan de identificatienummers op het formulier niet lezen. Daarom kan hij het bedrag van 320.000 dollar niet overmaken. De GMAC-medewerker dreigt met justitiële stappen, en Jerry ziet de door hem gecontroleerde wereld instorten.
Showalter ontdekt dat er een miljoen dollar in de koffer zit, en begraaft een groot deel van dat bedrag in de berm langs een snelweg. Showalter komt terug bij hun schuilplaats met de verwachte 80.000 dollar. Daar blijkt Grimsrud Jean te hebben vermoord, simpelweg omdat zij hem irriteerde. De mannen krijgen ruzie over wie de auto krijgt. Daarop vermoordt Grimsrud Showalter met een bijl.
Voordat Marge teruggaat naar Brainerd, komt ze erachter dat haar schoolvriend Mike heeft gelogen. Hij blijkt een stalker te zijn van de vrouw van wie hij zei dat ze overleden was. Daarop keert ze terug naar de autozaak omdat ze vermoedt dat ook Jerry tegen haar heeft gelogen. Jerry denkt dat hij er gloeiend bij is als ze vraagt naar Wade. Jerry vlucht in een auto, wat genoeg is voor Marge om een opsporingsactie in te zetten in de gehele staat om hem te kunnen arresteren. Als ze een inlichting onderzoekt, vindt ze de plaats waar de ontvoerders zich hadden verscholen. Ze is net op tijd om te zien hoe Grimsrud het lijk van Showalter in een houtversnipperaar duwt. Als Grimsrud vlucht, schiet ze hem in zijn been en arresteert hem. Op de weg naar het politiebureau praat Marge in op Grimsrud, omdat ze niet snapt waarom hij zoiets kan doen "voor een klein beetje geld".
Jerry wordt gearresteerd in een motel bij Bismarck, North Dakota. In de laatste scène is te zien dat Marge en haar man Norm televisie kijken in bed. Ook vertelt Norm haar dat een ontwerp van hem op een 3-centpostzegel zal worden gedrukt. Het lot van de begraven negen ton blijft onbekend.

## Rolbezetting
Hoofdpersonages
| Acteur             | Personage         |
| ------------------ | ----------------- |
| William H. Macy    | Jerry Lundegaard  |
| Frances McDormand  | Marge Gunderson   |
| Steve Buscemi      | Carl Showalter    |
| Peter Stormare     | Gaear Grimsrud    |
| Kristin Rudrüd     | Jean Lundegaard   |
| Tony Denman        | Scotty Lundegaard |
| Harve Presnell     | Wade Gustafson    |
| Larry Brandenburg  | Stan Grossman     |
| Steve Reevis       | Shep Proudfoot    |
| John Carroll Lynch | Norm Gunderson    |
| Steve Park         | Mike Yanagita     |